# Iosif Stanieuski
Mons. Iosif Stanieuski (* 4. dubna 1969 Zanjevičy) je běloruský římskokatolický duchovní a Arcibiskup minsko-mohylevský.

## Život
Narodil se 4. dubna 1969 v Zanjevičy. Po základní vojenské službě, vstoupil do Vyššího semináře v Grondu (1990). Kněžské svěcení přijal 17. června 1995. Poté se stal farním vikářem ve farnosti svatého Václava ve Vaŭkavysku. Po více než roční pastorační službě se zaměřil studovat na Katolické univerzitě v Lublinu, kde získal licenciát z kanonického práva. Roku 1999 se stal prefektem a 23. června 2005 rektorem semináře v Grodnu. Od roku 2000 je soudcem, a od roku 2005 viceoficiálem Mezidiecézního diecézního soudu v Grodnu.
Je členem biskupského kolegia poradců hrodenské diecéze. V letech 2007–2013 byl zodpovědný za pastorační formaci mladých kněží diecéze Grodno. Od roku 2009 slouží v Běloruské biskupské konferenci jako národní koordinátor pro pastoraci. Roku 2012 získal titul Kaplana Jeho Svatosti.
Dne 29. listopadu 2013 jej František (papež) ustanovil pomocným biskupem Grodna a titulárním biskupem z Tabaicary. Biskupské svěcení přijal 1. února 2014 z rukou biskupa Aleksandera Kaszkiewicze a spolusvětiteli byli arcibiskup Tadeusz Kondrusiewicz a biskup Antoni Dziemianko.
Dne 14. září 2021 byl ustanoven metropolitním arcibiskupem minsko-mohylevským.